# Mimetillus moloneyi
Mimetillus moloneyi (Thomas, 1891) è un pipistrello della famiglia dei Vespertilionidi, unica specie del genere Mimetillus (Thomas, 1904), diffuso in Africa.

## Descrizione

### Dimensioni
Pipistrello di piccole dimensioni, con la lunghezza totale tra 74 e 95 mm, la lunghezza dell'avambraccio tra 27 e 31 mm, la lunghezza della coda tra 23 e 32 mm, la lunghezza del piede tra 5 e 9 mm, la lunghezza delle orecchie tra 9 e 14 mm e un peso fino a 10 g.

### Caratteristiche craniche e dentarie
Il cranio è largo ed appiattito, con un rostro molto corto. Gli incisivi interni superiori sono bicuspidati, mentre i canini superiori hanno una seconda cuspide.
Sono caratterizzati dalla seguente formula dentaria:

### Aspetto
La pelliccia è molto corta e vellutata. Il colore generale del corpo è marrone scuro. La testa è appiattita, il muso è corto e largo, con due masse ghiandolari sui lati, più sviluppate negli individui sessualmente attivi. Le orecchie sono piccole, nerastre, appuntite e con un trago molto corto e smussato. Le ali sono marroni scure, più chiare nella sottospecie M.m.thomasi, e sono insolitamente corte e molto strette, a causa della riduzione del terzo e del quinto dito. Gli arti inferiori sono brevi e tozzi. La coda è lunga ed inclusa completamente nell'ampio uropatagio. Le femmine hanno le mammelle posizionate sui lati dell'addome.

## Biologia

### Comportamento
Si rifugia sotto le cortecce degli alberi e nelle soffitte degli edifici in gruppi da 9 a 12 individui. Il suo volo è molto rapido.

### Alimentazione
Si nutre di isotteri.

### Riproduzione
Si riproduce due volte l'anno durante le stagioni piovose.

## Distribuzione e habitat
Questa specie è diffusa nell'Africa centrale, dalla Sierra Leone al Kenya ed a sud fino al Mozambico.
Vive nelle foreste pluviali tropicali, lungo i margini forestali e nelle savane alberate fino a 2.300 metri di altitudine.

## Tassonomia
Sono state riconosciute 2 sottospecie:
- M.m.moloneyi: Sierra Leone, Liberia, Guinea, Costa d'Avorio, Ghana, Togo, Benin, Nigeria, Camerun, Repubblica Centrafricana, Gabon, Repubblica Democratica del Congo settentrionale e occidentale, Congo, Uganda, Sudan del Sud meridionale, Etiopia meridionale, Kenya, Angola centrale e isola di Bioko;
- M.m.thomasi (Hinton, 1920): Angola orientale, Repubblica Democratica del Congo meridionale, Mozambico meridionale, Zambia, Tanzania meridionale.

## Conservazione
La IUCN Red List, considerato il vasto areale e la popolazione presumibilmente numerosa, classifica M.moloneyi come specie a rischio minimo (Least Concern)).